# 二道河子街道
二道河子街道，是中华人民共和国黑龙江省鸡西市恒山区下辖的一个乡镇级行政单位。

## 行政区划
二道河子街道下辖以下地区：
富荣社区、全胜社区、钢铁社区和雄关社区。